# Pseudomyrmex simulans
Pseudomyrmex simulans es una especie de hormiga del género Pseudomyrmex, subfamilia Pseudomyrmecinae. Esta especie fue descrita científicamente por Kempf en 1958.

## Distribución
Se encuentra en Panamá.